# Burton Y. Berry
Burton Yost Berry (bekannt als Burton Y. Berry; * 31. August 1901 in Fowler, Benton County, Indiana; † 22. August 1985 in Zürich, Schweiz) war ein US-amerikanischer Diplomat und Kunstsammler.
Nach dem Studium an seiner heimischen Indiana University in Bloomington und in Paris trat er 1928 in den diplomatischen Dienst der USA ein. Seine Karriere führte ihn u. a. als Vize-Konsul nach Istanbul 1929 und 1931, Konsul nach Athen 1938, Istanbul 1943, Bukarest 1944, Director of the State Department's Office of African, South Asian and Near East Affairs 1947 nach Washington DC; Budapest 1948 sowie als Botschafter in den Irak 1952 bis 1954. Danach setzte er sich zur Ruhe und lebte in Istanbul, Beirut, Kairo und schließlich in der Schweiz.
Er begann schon früh im Nahen Osten zu sammeln, zunächst Textilien, eine Sammlung, die er dem Art Institute of Chicago schenkte, dann vor allem Münzen (heute überwiegend als Geschenk in der American Numismatic Society in New York), Gemmen, Schmuck und sonstige antike Kleinkunst, diese Teile befinden sich heute als Geschenk im Indiana University Art Museum.

## Schriften
- The Influence of Political Platforms on Legislation in Indiana, 1901–1921, In: The American Political Science Review 17, 1 (1923) S. 51–69.
- Old Turkish Towels, In:  The Art Bulletin 14 (1932) S. 344–358.
- Turkish Door Furnishings, In: Ars islamica 1 (1934) S. 223–229.
- Turkish Silver Snuff Boxes, In: The Connoisseur 93 (1934) S. 190–193.
- Turkish Embroidery, In: Embroidery 4, 3 (1936)
- The Development of the Bracket Support in Turkish Domestic Architecture in Istanbul, In: Ars islamica 5 (1938) S. 172–178.
- Old Turkish Silver, In: The Connoisseur 101 (1938) S. 128–132.
- Old Turkish Towels II, In: The Art Bulletin 20 (1938) S. 251–265.
- A numismatic biography. Luzern 1971. 89 S.
- Teenage Modes and Trends. Zürich 1972.
- Out of the past: the Istanbul Grand Bazaar. New York, Arco Publ. 1977. 192 S. ISBN 0-668-03778-4
- Near Eastern Excursions. Zürich 1989
- Romanian diaries 1944–1947. Iaşi; Oxford; Portland, The Center for Romanian Studies 2000. 715 S. ISBN 973-9432-07-7

## Kataloge der Sammlungen von Burton Y. Berry
- Sylloge Nummorum Graecorum. USA: The Burton Y. Berry collection Part 1: Macedonia to Attica, New York, American Numismatic Society 1961.  Part 2: Megaris to Egypt, New York, American Numismatic Society 1962.
- Margaret Gentles: Turkish and Greek island embroideries from the Burton Yost Berry Collection in the Art Institute of Chicago. Chicago, Art Institute of Chicago 1964.  53 S.
- A selection of ancient gems from the collection of Burton Y. Berry. Bloomington, Ind., Indiana University Art Museum 1965. 67 S. (Indiana University Art Museum publication 1965,5)
- Ancient gems from the collection of Burton Y. Berry. Bloomington, Ind., Indiana University Art Museum, 1969. 151 S. (Indiana University Art Museum publication 1969,1)
- Cornelius C. Vermeule: Near Eastern Greek and Roman Gems, a Recent Gift to the Collections. In: Boston Museum of Fine Arts Bulletin 68 (1970) No. 353 (The 25 gems were a gift from Burton Y. Berry)
- Robert L. Hohlfelder: Ancient Greek Coins from the Collection of Burton Y. Berry, Bloomington, Ind., Indiana University Art Museum 1973.
- Wolf Rudolph; Evelyne Rudolph: The Ancient Jewelry from the Collection of Burton Y. Berry. An Introductory Catalogue. Bloomington, Ind., Indiana University Art Museum 1973. xxiv + 247 S. (Indiana University Art Museum publication 1973,1)
- Wolf W. Rudolph: Highlights of the Burton Y. Berry collection. Indiana University Art Museum; September 18 - December 22, 1979. Bloomington, Ind. 1979. 46 S.
- Wolf Rudolph: A golden legacy: ancient jewelry from the Burton Y. Berry collection at the Indiana University Art Museum; [in conjunction with the Traveling Exhibition organized by the Indiana University Art Museum, A Golden Legacy: Ancient Jewelry from the Burton Y. Berry Collection; the exhibition presented over 300 pieces of jewelry at the Saint Louis Art Museum ... and the Indiana University Art Museum, Bloomington, between 1994 and 1995]. Bloomington, Ind. 1995. xi + 332 S. ISBN 0-253-34980-X; 0-253-20913-7
- Goldenes Erbe: antiker Schmuck aus der Sammlung des Botschafters Burton Y. Berry; Museum für Kunsthandwerk Frankfurt am Main, 2. Mai – 14. September 1997; (Allard Pierson Museum, Amsterdam, 12. Dezember 1997 – 1. März 1998). Engl. Text: Adriana Călinescu; Übersetzung und Bearbeitung: Wolf Rudolph. Frankfurt am Main, Museum für Kunsthandwerk 1997.  48 S.
- Een gouden erfenis: antieke sieraden uit de verzameling Burton Y. Berry; [de tentoonstelling was eerder te zien in de volgende musea: St. Louis Art Museum, 1 maart 1994 - 10 juli 1994 ... Allard Pierson Museum, Amsterdam, 13 december 1997 - 1 maart 1998]. Amsterdam, Vereniging van Vrienden, Allard Pierson Museum 1997. 32 S. (Mededelingenblad, Vereniging van Vrienden van het Allard Pierson Museum  70)